# Ethiopica cupricolor
Ethiopica cupricolor är en fjärilsart som beskrevs av George Francis Hampson 1902. Ethiopica cupricolor ingår i släktet Ethiopica och familjen nattflyn. Inga underarter finns listade i Catalogue of Life.